# Luis Demetrio Tinoco Castro
Luis Demetrio Tinoco Castro (Cartago, 26 de septiembre de 1905 - San José, 25 de marzo de 1986) fue un abogado y economista costarricense, el primer rector de la Universidad de Costa Rica.

## Biografía
Nació en Cartago, el 26 de septiembre de 1905 en un hogar tradicional. Hijo de Luis Demetrio Tinoco Gutiérrez y Olivia Castro Gutiérrez. Fue ministro dos veces, diplomático, abogado y economista. Es recordado principalmente por otorgar al país aportes en la educación de Costa Rica, principalmente en la fundación de la Universidad de Costa Rica, la cual fue creada tras el ideal de crear  "una universidad para el bien de todos los jóvenes de entonces y del futuro de la patria" , enriqueciendo así la cultura de Costa Rica.
Luis Demetrio Tinoco realizó sus estudios de educación primaria en la Escuela Juan Rafael Mora ubicada en San José, y de la educación secundaria  en el Liceo San Luis Gonzaga en 1921, donde fue premiado como Bachiller en Ciencias y Letras. El 16 de marzo de 1923 escribió el ensayo Estatuto político de la Provincia de Costa Rica: 16 de marzo de 1823 y dos años después publicó Efemérides Nacionales. En 1925 como estudiante de la Escuela de Derecho discute ante el Congreso la posibilidad de crear una universidad; entre 1927 y 1928 realizó estudios de posgrado en Columbia University y Georgetown University, School of Foreign Service, Washington D. C.. Desde su graduación se dedicó a enseñar en las Cátedras de Finanzas y Hacienda Pública y Economía Política en la Escuela de Derecho y en 1929 inicia labores como docente en Educación Cívica y Economía Agrícola en el Liceo de Costa Rica. Además, en 1930 imparte el curso de Economía Agrícola en la Escuela Nacional de Agricultura. Participa en la cumbre de San Francisco, donde se establece la Organización de las Naciones Unidas. Además, impulsa la creación del Conservatorio de Música.
Asimismo, representó a Costa Rica en las embajadas de  la Santa Sede, Estados Unidos, Suecia, Chile, Argentina, Perú, Francia, Colombia, Bélgica, Noruega y Alemania.

## Primer Rector de la Universidad de Costa Rica
En 1935 desempeñando el puesto de diputado por Cartago, presenta al Congreso una propuesta de una reforma integral educativa, realizada por la Misión Pedagógica de Chile, para dotar al país de una universidad, no obstante en ese periodo el proyecto no tuvo asidero político. Durante el gobierno del Presidente Calderón Guardia, fungiendo Tinoco como Ministro de Educación, continuaba con el afán de crear una institución de Educación Superior. Por consiguiente, fue el artífice de la Ley 362 denominada Ley Orgánica de la Universidad de Costa Rica firmada el 26 de marzo de 1940, para brindar la oportunidad a los costarricenses de optar por un grado académico.
La Universidad de Costa Rica inició su vida académica,  el 7 de marzo de 1941 con ocho facultades: Agronomía, Bellas Artes, Ciencias, Derecho, Farmacia, Filosofía y Letras, Ingeniería y Pedagogía (Pacheco, 2004). Posteriormente, en los años 50, Tinoco promovió la creación de la Facultad de Ciencias Económicas y Sociales, donde fungió como profesor. Varias décadas después, el 12 de marzo de 2001 la Asamblea Legislativa de Costa Rica mediante el Decreto 8098 declara a la Universidad de Costa Rica Institución Benemérita de la Educación y la Cultura de Costa Rica. 
Desde 1940 a 1944 ejerce como primer Rector interino de la Universidad de Costa Rica (UCR), se constituye como miembro del Consejo Universitario y profesor Emérito. Igualmente,  Luis Demetrio Tinoco se le otorgó título honorífico doctor honoris causa. 
Luis Demetrio Tinoco se caracterizó por dedicarse a la investigación a lo largo de su vida, participando como periodista en un semanario de oposición. Asimismo, escribió sobre diversos temas como la política y leyes, economía, historia, relaciones diplomáticas, derechos humanos, pensamiento cristiano, garantías sociales, democracia, finanzas, derecho fiscal y educación costarricense. A partir de 1938 fue miembro de la Academia Costarricense de la Lengua. Siempre llevaba consigo libros y mapas antiguos relevantes para Costa Rica o América Central.

## Sistema Educativo Costarricense
Tinoco fue el principal promotor de la educación de Costa Rica. Durante el periodo que ejerció como Ministro de Educación, acopia todas las leyes dispersas, estimula y apoya a los maestros para que funden la Asociación Nacional de Educadores, consagra sus derechos y les brinda un trabajo estable, constituido a través del código de la educación conocido actualmente como Código Tinoco.
Se dedicó a innovar el sistema educativo del país costarricense, ya que además de impulsar la creación de una Universidad de Costa Rica, origina la apertura de colegios privados dirigidos por religiosos, restablece la enseñanza religiosa en las escuelas, promueve que se permita a los colegios particulares otorgar títulos de bachiller e impulsa la creación de la Escuela de Enseñanza Especial bajo la dirección de Fernando Centeno Güell. Durante el gobierno de Rafael Calderón Guardia, promueve la fundación de variedad de escuelas, denominadas Escuelas-Granjas, Escuelas-Talleres y Escuelas de Artes.
| Año       | Logro |
| --------- | --- |
| 1931      | Ejerce como Subsecretario de Hacienda. |
| 1932-1936 | Ejerce como diputado. |
| 1940-1944 | Secretario de Educación Pública en la presidencia de Rafael Calderón Guardia y firmó junto a él la Ley de creación de la Universidad de Costa Rica, donde Luis Demetrio Tinoco laboró como docente desde la Cátedra de Economía y fue el primer Rector interino y cofundador de la misma. |
| 1946-1947 | Presidente de la Escuela de Abogados y fundador de la Academia Costarricense de Geografía e Historia. |
| 1955-1958 | Primer Decano de la Escuela de Ciencias Económicas y Sociales en la que trabajó como docente. |
| 1958-1961 | Ministro de Relaciones Exteriores durante la administración del presidente Mario Echandi. |
| 1966-1969 | Delegado ante la Organización de las Naciones Unidas (ONU). |
| 1979-1985 | Miembro, presidente y vicepresidente de la Comisión Interamericana de Derechos Humanos. |
| 2008      | Declarado Benemérito de la Cultura y Educación. |

## Fallecimiento
Falleció en San José, el 25 de marzo de 1986 a los 80 años de edad.